# 지구 헌장 구상
지구 헌장 구상(Earth Charter Initiative)은 지구 헌장의 규범과 가치를 이행하고 증진하는 데에 참여하는 사람, 단체, 그리고 기관을 포함한 매우 다양하고 세계적인 네트워크의 통합적인 명칭이다.
수많은 국제 기구, 국가 정부 기관, 대학 협력체, 비정부 기구 및 지역 사회 단체, 도시 정부, 종교 단체, 학교, 기업 외 수많은 개인들이 참여하고 있는 본 구상은 포괄적이고, 자발적이며, 시민 사회적인 소산물이라고 할 수 있다.
현재 지구 헌장을 공식적으로 승인하여 헌장의 비전을 전파하는 단체들 외에도 많은 단체들이 비공식적으로 지구 헌장을 알리고자 노력하고 있다.

## 같이 보기
- 지구 헌장
- 세계 인권 선언
- 지구의 날

## 참고
1. 1 2  (영어) Earth Charter Initiative:"The Earth Charter Initiative" 보관됨 2009-04-02 - 웨이백 머신
2. ↑  Ibid.